# Kalah

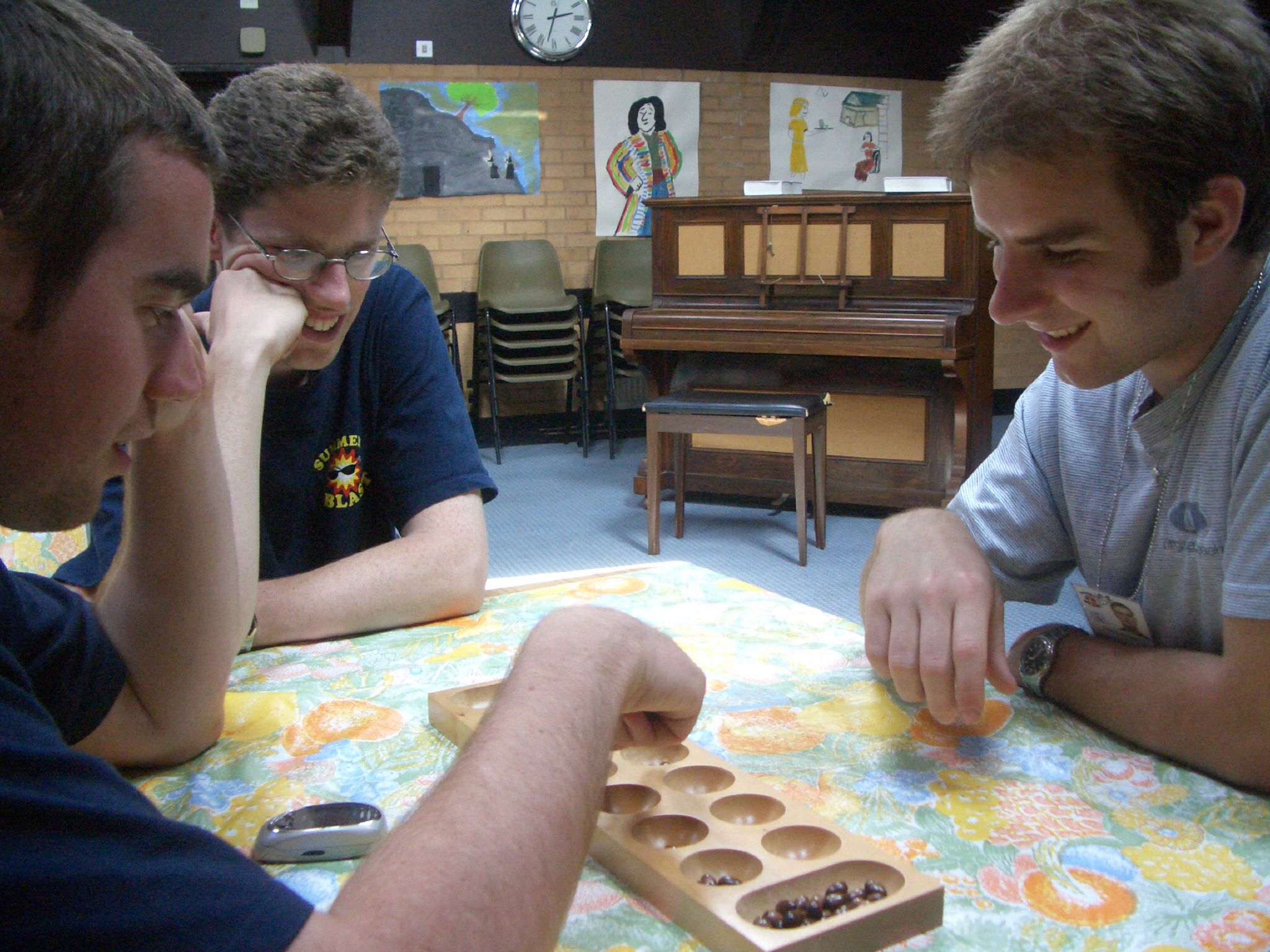
Giocatori di Kalah

Il Kalah o Kalaha è un gioco da tavolo astratto, già esistente in Europa in età barocca (Due tavoli da gioco presenti nel Castello di Weikersheim datati in età barocca), e poi re-introdotto da William Julius Champion Jr. nel 1940. Il gioco è chiaramente ispirato ai mancala africani e asiatici e utilizza, in effetti, un tavoliere e un insieme dei pezzi identici a quelli usati da molti mancala tradizionali. Le regole sono quasi uguali a quelle dell'Endodoi e dell'Ayoayo (rispettivamente diffusi in Africa Orientale e Africa Occidentale), sebbene vi siano stati aggiunti elementi del Congklak indonesiano (inclusa la forma del tavoliere con i granai). Il gioco ha avuto un notevole successo commerciale negli Stati Uniti e in Germania, ed è stato in seguito incluso anche come gioco in alcuni telefoni cellulari, con il nome di Bantumi.
Una variante nota è il Cross-kalah (Zillion 2004); un altro gioco piuttosto simile è il Sahara pubblicato dalla Pelikan nel 1976.

## Regole

### Tavoliere e situazione iniziale

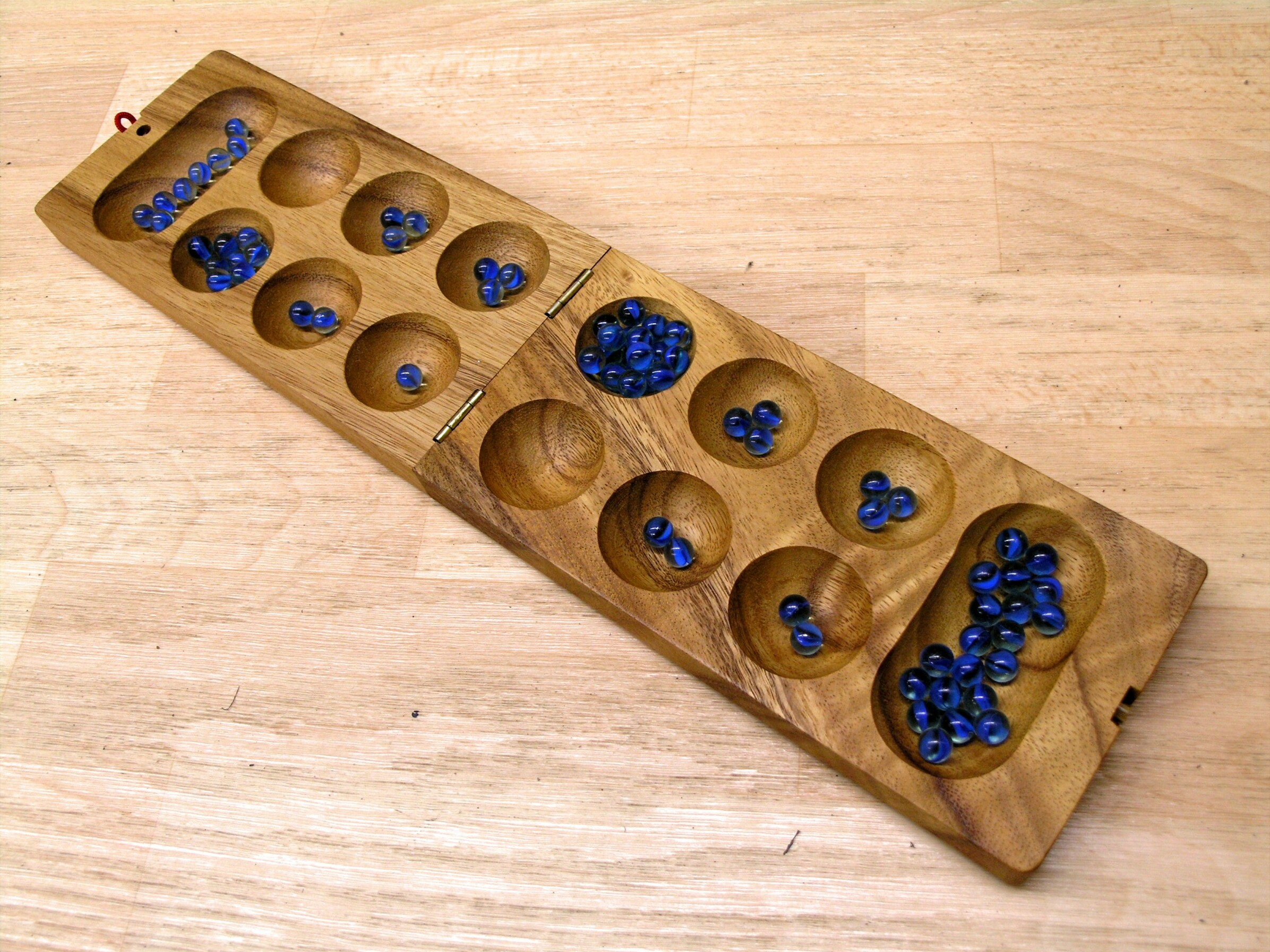
Tavoliere

Il tavoliere è identico a quello del Wari, con due file di sei case e due granai alle estremità. Ogni giocatore controlla la fila di sei case posta sul suo lato del tavoliere, e il granaio alla sua destra.
I semi sono 36, indifferenziati; all'inizio del gioco sono piazzati in numero di 3 per casa.

### Obiettivo del gioco
L'obiettivo del gioco è catturare più semi dell'avversario. Poiché i semi sono in totale 36, 19 semi catturati assicurano la vittoria, e la partita può finire in pareggio (18 a 18).

### La semina
Come in tutti i mancala, il giocatore di turno esegue una semina prelevando i semi da una delle sei case sotto il suo controllo, e depositandoli a uno a uno nelle case adiacenti, percorrendo il tavoliere in senso antiorario.
A differenza di quanto avviene nel Wari, anche i granai vengono attraversati dalle semine. In particolare, se una semina termina nel granaio del giocatore di turno, questi può immediatamente iniziare un'altra semina (guadagnando un turno extra).

### La cattura
Se la semina termina in una casa vuota del giocatore di turno, e se la casa avversaria di fronte contiene uno o più semi, il giocatore di turno cattura sia il seme deposto nella sua casa che i semi presenti nella casa avversaria, deponendo i semi catturati nel proprio granaio.

## Varianti
Anziché con 36 semi, si può giocare il Kalah partendo con 4, 5, 6 o più semi per casa. Il numero di semi presenti inizialmente in ogni casa influisce in modo determinante sul tipo di "aperture" possibili, nonché sull'effettivo vantaggio di cui gode il giocatore primo di turno.
Una variante significativa è stata inventata dall'americano W. Dan Troyka e pubblicata da Zillions nel 2004 con il nome Cross-Kalah. L'unica differenza rispetto alle regole del Kalah è che la semina a partire da case con un numero dispari di pezzi avviene in senso orario. Questa variazione, apparentemente non drastica, riduce il vantaggio del giocatore primo di mano, rendendo il gioco più equilibrato.